# ديانا هاردكاسل
ديانا هاردكاسل (بالإنجليزية: Diana Hardcastle)‏ هي ممثلة بريطانية، ولدت في 12 يوليو 1949 بإنجلترا في المملكة المتحدة.

## أعمال

### أفلام
- (2014) أشخاص طيبون[3]
- (2015) فندق بست إكزوتك ماريجولد الثاني[4]
- (2016) الولد

## وصلات خارجية
- ديانا هاردكاسل على موقع IMDb (الإنجليزية)
- ديانا هاردكاسل على موقع قاعدة بيانات الفيلم (الإنجليزية)